# (21113) 1992 RG4
A (21113) 1992 RG4 a Naprendszer kisbolygóövében található aszteroida. Eric Walter Elst fedezte fel 1992. szeptember 2-án.